# Виларасау, Эмма
Эмма Виларасау (исп. Emma Vilarasau; род. 6 апреля 1959, Барселона, Испания) — испанская актриса

 театра и кино.

## Биография
Она училась в Театральном институте в Барселоне. Поработав над многими пьесами, она прославилась в Каталонии благодаря героине Эулалии Монсолис, которую сыграла в телесериале TV3 «Nissaga de poder». Она интерпретировала других персонажей телесериалов в таких сериалах, как «Majoria absoluta» и «Ventdelplà». Она работала над многими фильмами как для телевидения, так и для кино.
Она замужем за коллегой актером Хорди Босхом, с которым у нее есть два сына: Джорди (родился в 1991 году) и Марк (родился в 1995 году).